# Protestas en Venezuela de 2024
Las protestas en Venezuela de 2024 fueron una serie de manifestaciones, las cuales se produjeron tras las elecciones presidenciales del 28 de julio, después del inicio de una crisis política debido a las denuncias de fraude electoral de la oposición. Las elecciones y las manifestaciones subsecuentes, ocurrieron en el contexto de una crisis social, política, económica y energética.  
Tras las elecciones, Nicolás Maduro fue proclamado el 29 de julio pasado el mediodía, por el Consejo Nacional Electoral (CNE) como el candidato electo con sólo el 80% del escrutinio para un tercer período a meses antes del cambio de gobierno pautado. Hubo protestas en 20 de los 23 estados, junto con Caracas, surgidas de forma espontánea, sin convocatoria de políticos. Manifestantes tomaron el aeropuerto de Maiquetía y marcharon hacia el Palacio de Miraflores, sede presidencial. Ese día la oposición no convocó protestas; limitándose a pedir presencia en los centros de votación hasta tener las actas de escrutinio.
En respuesta a las protestas, hubo un fuerte despliegue de las fuerzas del orden y de colectivos en las calles de todo el país para controlar el descontento, varias organizaciones no gubernamentales junto a la Misión Internacional de la ONU denunciaron violencia contra los manifestantes. Como consecuencia de la respuesta gubernamental, se reportaron 25 asesinatos de manifestantes y más de 2229 detenciones, entre los detenidos se encontraban 150 niños y adolescentes privados de libertad. La oposición convocó manifestaciones pacíficas nacionales e internacionales durante los días 2, 17 y 28 de agosto después de haber presentado gran parte de las actas emitidas por las máquinas de votación, recopiladas popularmente, y debatiendo los resultados del CNE, declarando por su parte como ganador a Edmundo González.
Las cárceles de Tocorón y Tocuyito fueron convertidas en «centros de reeducación» para albergar a los manifestantes detenidos, en la mayoría de los casos sin derecho a la defensa y violando el debido proceso.

## Antecedentes y contexto histórico
El 28 de julio de 2024, día de las elecciones presidenciales, Julio Valerio García, un ciudadano de Táchira, fue asesinado a disparos por un grupo de motorizados. Hubo cuatro heridos ese día.
Elvis Amoroso del TSJ, tras una tensa espera aseguró que con un 80% de las mesas escrutadas y con una tendencia "contundente e irreversible", Maduro fue reelecto para un tercer mandato. La oposición mayoritaria, organizada en torno a María Corina Machado y su candidato, Edmundo González, anunció en rueda de prensa la madrugada del lunes que «Venezuela tiene un nuevo presidente electo y es Edmundo González Urrutia. Ganamos y todo el mundo lo sabe», aseguró que contaban con más del 40 % de las actas transmitidas por el ente comicial, según las cuales González Urrutia obtuvo el 70 % de los votos, expresando dudas sobre el resultado.  A diferencia del CNE, la oposición venezolana publicó el 82.5 % de todas las actas que tenían a su disposición, en su web resultadosconvzla.com.
Argentina, Brasil, Colombia, Chile, Costa Rica, Ecuador, Estados Unidos, Panamá, Paraguay, Perú y Uruguay, se mostraron escépticos y/o desconocedores directos de los resultados, pidiendo auditorías.
A nivel exterior, la ONU, gran parte de la comunidad internacional latinoamericana, Estados Unidos y la Unión Europea han cuestionado la veracidad de los resultados y la negativa de Maduro a realizar una revisión de las actas, como consecuencia el gobierno venezolano suspendió las relaciones diplomáticas con países de Sudamérica, Centroamérica y el Caribe por estar «comprometidos abiertamente con los más sórdidos postulados ideológicos del fascismo internacional»; parte de la comunidad internacional decidió reconocer a Edmundo González como el nuevo gobernante, mientras que países como Nicaragua y Honduras pidieron respeto a la institucionalidad y evitar un supuesto "golpe de Estado".
El 22 de agosto el Tribunal Supremo de Justicia anunció que el material electoral consignado por el CNE que no ha sido publicado hasta el momento “quedará a resguardo de este tribunal”.

## Cronología

### Julio

#### 29 de julio

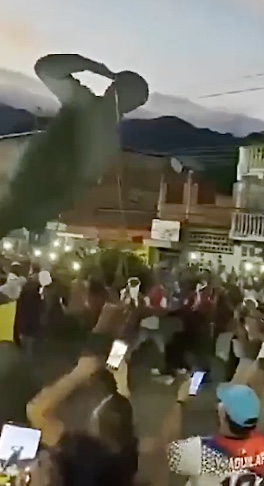
Civiles derriban una estatua del expresidente Hugo Chávez.

Las protestas empezaron el 29 de julio; en Caracas se reportaron manifestaciones en Isaías Medina Angarita en Catia, Ruperto Lugo y Ruiz Pineda, al igual que en la autopista Caracas-La Guaira; en Aragua, se reportaron en Cagua; se reportaron en Barquisimeto, Lara; en Guárico, se reportaron en Valle de la Pascua; en un sector del estado Falcón la gente también salió a las calles.
Tras las declaraciones de Elvis Amoroso anunciando la victoria de Nicolás Maduro en la madrugada del 29 de julio, hubo cacerolazos del este al oeste y suroeste de Caracas. Transcurrida la mañana, se reportaron focos de protesta en zonas populares de la capital, en especial por varios sectores de Petare, como el barrio San Blas o La Dolorita. Se reportó fuerte presencia policial en la Capital. La autopista Caracas-La Guaira fue bloqueada por los manifestantes del sector El Limón. Europa Press reportó focos de protesta en Petare, Altamira, Chacaíto, Bellas Artes, La Vega, El Valle, Catia y La Candelaria, así como concentraciones en la carretera Petare-Guarenas, en concreto en la parroquia de Caucagüita del Municipio Sucre, estado Miranda. Se reportó represión policial con gases lacrimógenos a varios opositores en Caracas.
Cientos de manifestantes tomaron el aeropuerto de Maiquetía. Marcharon camino al Palacio de Miraflores; se registró como la Guardia Nacional Bolivariana (GNB) detenía y golpeaba a, al menos, un manifestante.
En la isla de Margarita, estado Nueva Esparta, cientos de civiles ocuparon la avenida 4 de Mayo de Porlamar, derribando pancartas políticas de Maduro. La Policía Nacional Bolivariana y la Guardia Nacional, se acercaron al sitio a reprimir a los manifestantes. Las protestas continuaron en la avenida La Auyama, en donde los manifestantes intentaron derribar una estatua de Hugo Chávez, interceptados de nuevo por los funcionarios nacionales, quienes dispararon perdigones y bombas lacrimógenas, haciendo que los manifestantes respondieran con piedras, palos y bombas molotov.
En Coro, estado Falcón, un grupo de manifestantes derrumbaron una estatua de tres metros del expresidente Hugo Chávez y en la avenida Dalla Costa, estado Bolívar se incendió otra estatua. En Punto Fijo, manifestantes incendiaron la alcaldía de Carirubana y la sede regional del PSUV.
En Maracay, estado Yaracuy, se reportó la primera muerte de un manifestante identificado posteriormente como Rancés Yzarra a causa de los disparos de la Guardia Nacional contra una protesta en la parroquia San Jacinto.
En San Francisco, estado Zulia, un grupo de personas bloquearon el acceso de una carretera y realizaron cacerolazos contra los resultados del CNE. Un grupo de colectivos ataco a la manifestación disparando a los manifestantes, ocasionando la muerte de Isaías Fuenmayor, un joven de 15 años que no participaba en la manifestación y que solo se encontraba de paso cuando ocurrió la balacera.
Nicolás Maduro culpó a los comanditos, agrupaciones ciudadanas de la oposición, de las protestas del 29 de julio y acusó sin pruebas a Estados Unidos de organizar las protestas.
María Corina Machado durante una concentración y respondiendo a una rueda de prensa a las 19:40: horas de la tarde tras ratificar la victoria de Edmundo González, pidió a sus seguidores mantener las manifestaciones pacíficas y retirarse en orden a casa, después de «haberle demostrado al mundo la fuerza que somos»,  Machado agregó que continuarán con las "masivas convocatorias", y pidió a los ciudadanos que no respondan a la agresión de grupos que buscan crear caos. Mientras tanto, el candidato Edmundo González enfatizó: "hay mucha indignación y eso lo entendemos. Pero nosotros tenemos que mantener la calma, la serenidad, para llegar sin ningún contratiempo".
Jorge Rodríguez Gómez en rueda de prensa, convocó a los chavistas a que salieran a las calles, en todos los estados y ciudades del país, para el día martes 30 de julio, con la intención de «defender la paz».
Según el Observatorio Venezolano de Conflictividad Social (OVCS), se registraron 183 protestas en 20 de los 23 estados, y en algunos de ellos fueron derribadas o destruidas 5 estatuas de Hugo Chávez.
El Foro Penal emitió un balance donde contabilizó 6 muertos entre ellos un menor de 15 años de edad, Isaías Fuenmayor, 132 heridos, 50 detenidos en diferentes sectores del país y tres muertes sin confirmar por disparos.

#### 30 de julio
En Upata, estado Bolívar, efectivos de la Guardia Nacional acompañados de colectivos dispersaron una concentración en la Plaza Bolívar de Upata, en el evento murió Luis Roberto Hernández por un disparo en la cabeza y otros manifestantes resultaron heridos.
María Corina Machado junto a Edmundo González, convocaron una reunión en la sede de las Naciones Unidas en Caracas, con la intención de defender su victoria electoral ante dicha entidad. Ese mismo día, Nicolás Maduro anunció que haría una extensión de la aplicación VenApp, para denunciar de forma anónima a todas aquellas personas que se encuentren protestando en las calles del país. De acuerdo con sus declaraciones, la aplicación que fue originalmente creada para denunciar problemas sobre servicios básicos, se le agregó una opción para aportar los nombres de aquellas personas que estén protestando contra los resultados electorales anunciados por el Consejo Nacional Electoral (CNE), para que estas sean puestas bajo arresto.
Maduro retó a Edmundo González a salir de donde «está escondido» e ir al Palacio de Miraflores a encararlo por las acusaciones de fraude electoral, catalogándolo de «cobarde» e «inmundo». Maduro lanzó este desafío frente a sus seguidores, a quienes pidió movilizarse «todos los días para restituir la paz, la tranquilidad y la normalidad» en Venezuela. También aprovechó y culpó al gobierno de los Estados Unidos, al empresario Elon Musk y al comisionado de la ONU para DDHH, Volker Türk, de querer «desestabilizar el país y adueñarse de Venezuela».
Machado y González, desde la manifestación frente a la sede del Programa de las Naciones Unidas para el Desarrollo, en Los Palos Grandes, Caracas anunciaron al país que habían recuperado y digitalizado el 80 % de las actas. Al terminar la convocatoria, la Guardia Nacional Bolivariana dispersó a los asistentes con bombas lacrimógenas.
El gobierno de Maduro, recurrió al uso de los colectivos para asistir a los organismos de seguridad del Estado en la represión contra los manifestantes.

Los manifestantes continuaron con las protestas en diferentes sectores del país. Las Fuerzas Armadas de Venezuela, expresaron «absoluta lealtad y apoyo incondicional» a Nicolás Maduro, según dijo el ministro de Defensa venezolano, general en jefe y aliado del chavismo, Vladimir Padrino López. Hasta altas horas de la noche, se reportaron enfrentamientos con armas de fuego entre militares, policías y colectivos, contra civiles y bandas criminales en Petare. Para el 30 de julio, fueron un total de 12 las personas fallecidas y más de 750 los detenidos. 

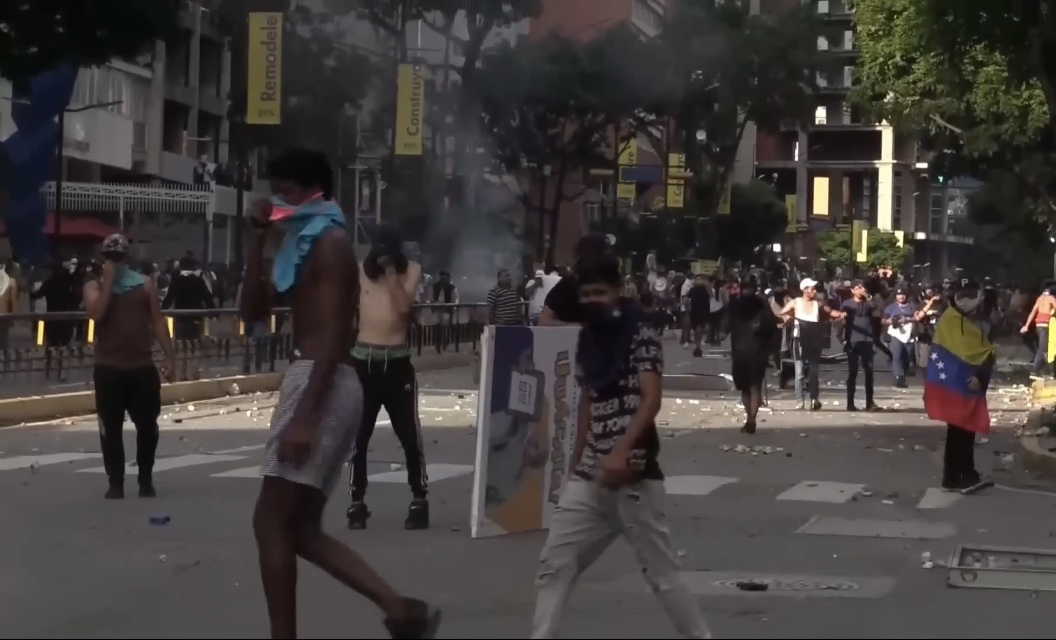
Manifestantes encapuchados se enfrentan a la policía durante la mañana del 29 de julio.

ONGs de inmigrantes venezolanos radicados en Lima (Perú), emitieron un comunicado pidiendo que se cree una coalición internacional entre Estados sudamericanos para realizar una intervención militar en Venezuela para derrocar a Nicolás Maduro.

#### 31 de julio

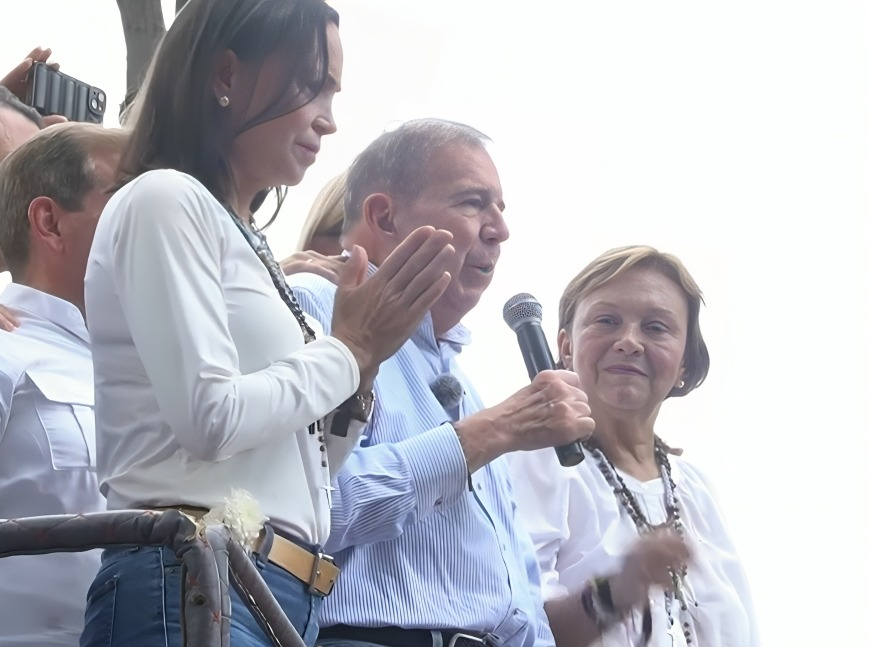
Machado y González en julio de 2024.

Tarek William Saab comunicó a través de una rueda de prensa, que la cifra de detenidos subió a 1062, catalogando a los manifestantes opositores de «terroristas». También afirmó la posibilidad de solicitar orden de aprehensión en contra de «autores intelectuales» en las manifestaciones. El fiscal general aseguró que manifestantes han simulado «hechos punibles» durante las protestas y declaró que las heridas y muertes son simuladas con «salsa de tomate» por los mismos opositores "que se tiraban al piso, le echan salsa de tomate a la persona en el suelo, algo jamás visto, de teatro".
La Misión Internacional de la ONU manifestó «su profunda preocupación por la violencia y alegaciones de violaciones de derechos humanos registradas en el país tras la elección presidencial del domingo».
En la sesión de emergencia de la Organización de Estados Americanos, el secretario general Luis Almagro presentó un informe contra Maduro ante la Corte Penal Internacional por la violencia de Estado cometida después de las elecciones y pidió que se emita una orden de arresto contra Maduro.

### Agosto

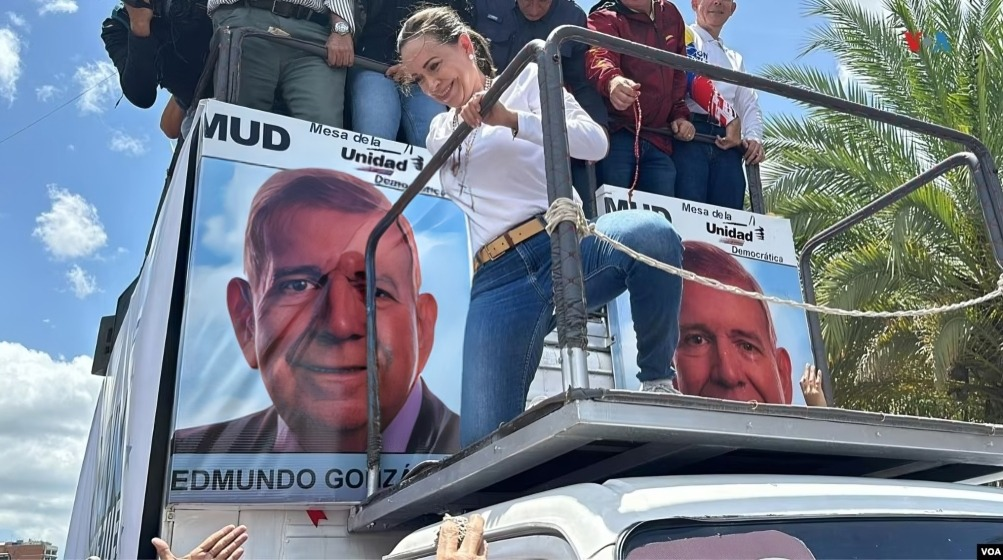
Machado en la manifestación del 3 de agosto.

#### 1-8 de agosto
El 1 de agosto, se reportó que presuntamente el régimen de Nicolás Maduro habría arrestado a uno de los protagonistas que derribaron una estatua del fallecido expresidente Hugo Chávez, en el estado Falcón. Tras el supuesto arresto del joven identificado como Jovani Romero, en redes sociales afirmaron que sus familiares y amigos no tendrían conocimiento de su paradero. Una imagen de Romero derrumbando la estatua, se popularizó desde el inicio de las protestas. 

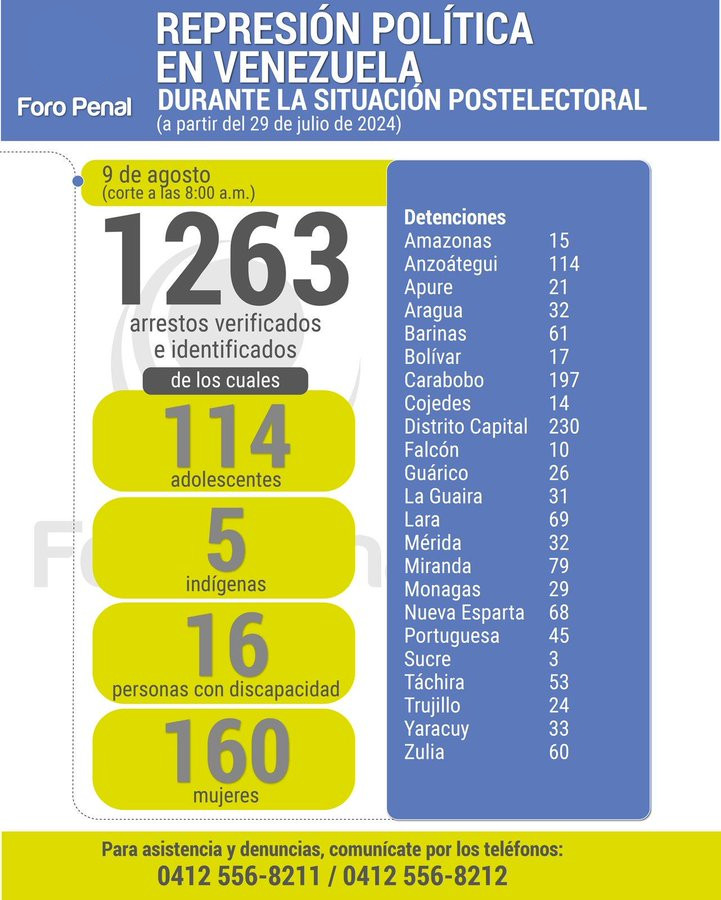
Balance de la ONG Foro Penal de la represión postelectoral verificada para las 8:00 a.m. del 9 de agosto.

María Corina Machado hizo un llamado a través del diario The Wall Street Journal, para que el sábado 3 de agosto de 2024, todos los venezolanos se manifiesten en contra del resultado anunciado por el Consejo Nacional Electoral (CNE) sobre las elecciones del domingo. «Escribo esto desde la clandestinidad, temiendo por mi vida, mi libertad y la de mis compatriotas de la dictadura liderada por Nicolás Maduro».
Maduro anunció que alistaría dos cárceles de máxima seguridad para albergar a los manifestantes que protestan cuestionando su reelección a la presidencia del país. «Estoy preparando dos cárceles que debo tener listas en 15 días. Todos los guarimberos van para Tocorón y Tocuyito», dijo en un acto transmitido por el canal estatal VTV. Maduro indicó que las cárceles funcionarían como «centros de reeducación», una declaración controversial, pues para los críticos hace alusión a campos de concentración para opositores.
Para el 2 de agosto, la cifra de fallecidos en las protestas llegó a 19.
En un ambiente de miedo por la represión y el arresto de cientos de manifestantes, María Corina Machado convocó una jornada manifestaciones pacíficas para el 3 de agosto. Machado hizo presencia en el punto de la manifestación en la ciudad de Caracas, específicamente en la avenida principal de Las Mercedes. Edmundo González no estuvo en la concentración por motivos de seguridad.
Las manifestaciones convocadas por Machado también se llevaron a cabo en diversas ciudades del país. La diáspora también organizó manifestaciones en ciudades como Madrid, Miami, Bogotá y Buenos Aires.
La Unión Europea manifestó su preocupación por la crisis política desatada tras las elecciones presidenciales, el CNE aún no ha publicado las actas de votación por mesa y centro electoral. Los países europeos piden una «verificación independiente de las actas electorales. Mientras tanto, instó a las autoridades a cesar la violencia y liberar a todos los presos políticos.
Machado y González emitieron un comunicado en el que instan a los efectivos de la policía y las Fuerzas Armadas a «ponerse del lado del pueblo». Hicieron un llamado a la conciencia de militares y policías para que se coloquen al lado del pueblo y de sus propias familias a militares y policías venezolanos como la hora decisiva para el futuro de la República: “Les urgimos a (…) respetar, y a hacer respetar, los resultados de las elecciones del 28J".
Desde el 1 de agosto, un comunicado de un grupo autodenominado Anonymous Venezuela declaró una supuesta guerra cibernética contra el gobierno venezolano, realizando supuestas filtraciones desde el día 6. Se informó que 325 sitios gubernamentales habían sido dados de baja. Entre los sitios web «hackeados», estaban el sitio web de la presidencia y del Cuerpo de Investigaciones Científicas, Penales y Criminalísticas (CICPC) junto con presuntas bases de datos del PSUV. Cazadores de Fake News expresó dudas al respecto de que fueran hackers reales de Anonymous, sugiriendo que podría ser parte de una estrategia de desinformación similar a la de la guerra ruso-ucraniana, donde el nombre del colectivo de hackers Anonymous, descentralizado y anónimo, fue utilizado para difundir desinformación y contenido prorruso.

#### 17 de agosto: "Gran Protesta Mundial por la Verdad"

Países con ciudades donde tuvieron lugar protestas de venezolanos en el exterior después de las elecciones presidenciales de 2024

Tanto en Venezuela y en ciudades de todo el mundo, los venezolanos se manifestaron el 17 de agosto en apoyo a la afirmación de la oposición de que González había ganado las elecciones del 28 de julio. Machado había convocado la manifestación con el nombre de la "Gran Protesta Mundial por la Verdad" para demostrar "respeto a la soberanía popular" y reforzar la victoria del 28 de julio.
En Caracas, la manifestación opositora se centró cerca de Petare, frente al Centro Comercial Líder en El Marqués urbanización. Temprano en el día, "una fuerte presencia de seguridad estaba tomando forma" y que "dos vehículos blindados de la Guardia Nacional respaldados por unos 40 soldados montados en motocicletas" controlaban el acceso a Petare. Petare, otrora un "bastión chavista" que se había convertido en un barrio de "feroz" resistencia a los resultados electorales anunciados por el gobierno, fue militarizado para impedir las manifestaciones que habían emanado de Petare el 30 de julio, y que una presencia militar similar era evidente en otras zonas de Caracas.
En otras partes de Venezuela, se utilizaron gases lacrimógenos a primera hora del día para dispersar las manifestaciones en Maracay. En Zulia, testigos informaron que el sacerdote Elvis Cabarcas fue detenido mientras dirigía a un grupo que rezaba el Rosario dentro de una capilla. En Valencia, la joven Mabel Meléndez fue detenida por la policía estatal después de elaborar un tanque de cartón con mensajes pacíficos, como "Perdón", "Reconciliación" y "Unión", junto a dos vigilantes de su residencia; horas después fue liberada. Cientos de personas protestaron también en Barquisimeto, Maracaibo, San Cristóbal y Valencia.

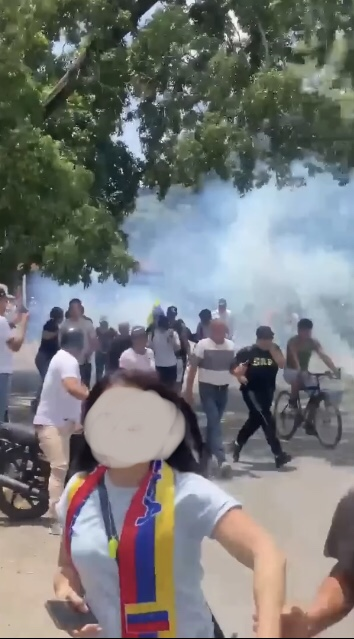
Manifestantes escapando del gas lacrimógeno

Los manifestantes en Caracas corearon "¡no tenemos miedo!" en respuesta a la represión de las protestas por parte de Maduro, la Operación Tun Tun, con arrestos masivos que generaron miedo. Un manifestante venezolano comentó en Reuters: "Ya hemos pasado por lo peor, ya no tenemos miedo. Mi hija murió porque no había suministros médicos en el hospital universitario. No tengo nada que perder, pero quiero un futuro para mis nietos".
Ante la amenaza de Maduro de detener a los líderes de la oposición, Machado salió de su escondite y declaró en X: "Ahora viene una nueva etapa. Tenemos que mantenernos firmes y unidos. Tratan de asustarnos, de dividirnos, de paralizarnos, pero no pueden". Sin embargo, González no hizo acto de presencia.
Machado anunció que más de 300 lugares en todo el mundo habían planeado manifestaciones. Se celebraron protestas en América (Argentina, Colombia, Costa Rica, México, Estados Unidos), Asia (India, Japón, Malasia, Corea del Sur, Taiwán), África (Madagascar), Europa (Bélgica, Dinamarca, Francia, Alemania, Reino Unido, Italia, Letonia, Países Bajos, Portugal, Escocia, España, Suiza) y Oceanía (Nueva Zelanda, Australia) entre otros.
El movimiento chavista en el poder también convocó manifestaciones para el sábado "en apoyo a la victoria del presidente".

#### 28 de agosto
Machado llamó a volver a las calles el 28 de agosto, para rechazar el fallo del TSJ, con una consigna de concentración de ''A la calle el 28'' (a la calle el 28) y con el hashtag #ActaMataSentencia (refiriéndose a que el voto es más fuerte que una sentencia del TSJ), la protesta se desarrolló en la Avenida Francisco de Miranda, de Caracas, y en otras ciudades a lo largo del país.
Luego de la movilización en Caracas, Juan Pablo Guanipa y Biagio Pilieri fueron perseguidos por hombres armados que intentaban aprehenderlos en La Castellana, Caracas. Guanipa logró escapar del intento, pero Pilieri y su hijo, Jesús, fueron capturados.

### Septiembre

#### 8 de septiembre

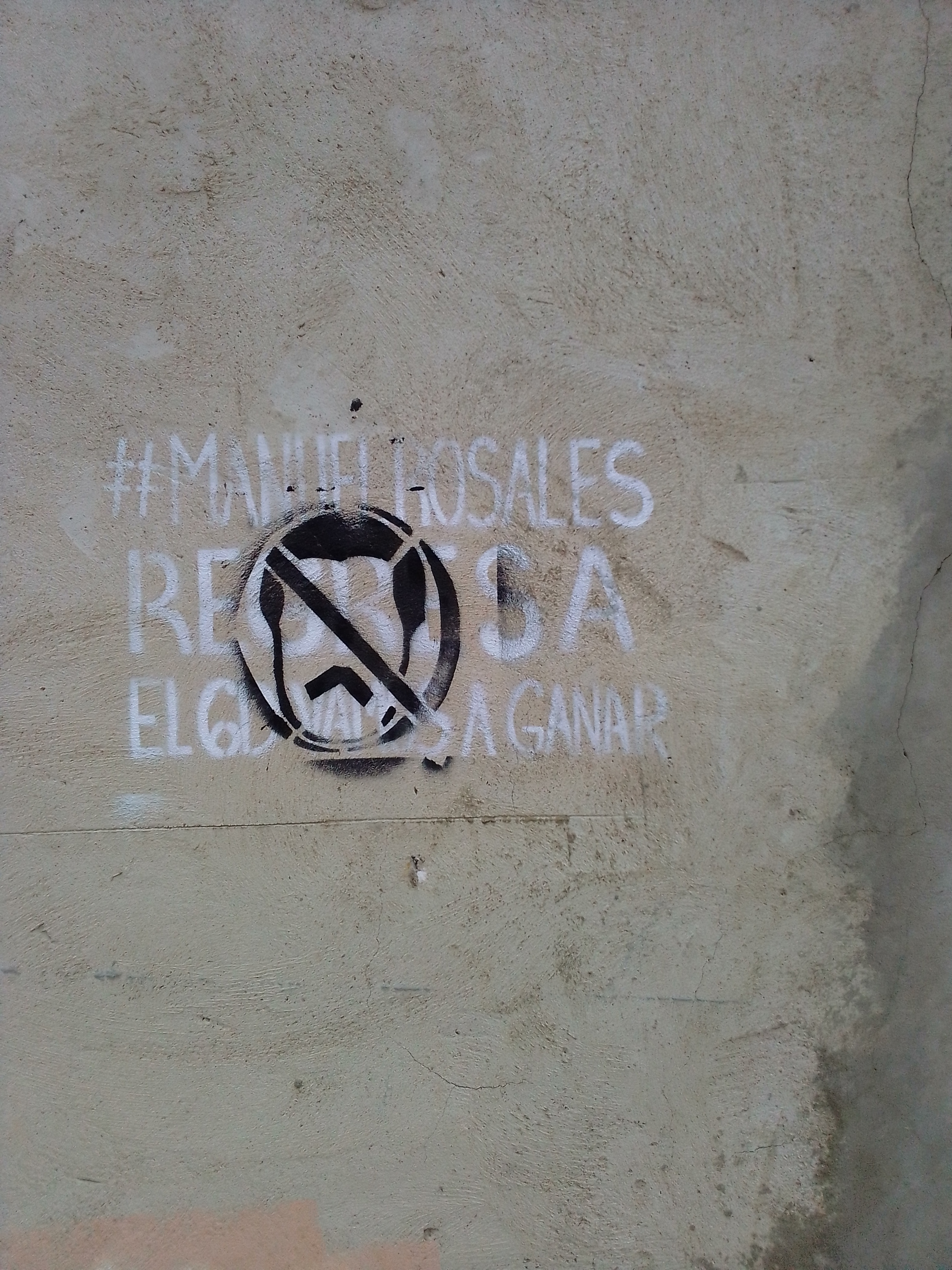
Grafiti antimaduro en la ciudad de Barcelona, Anzoátegui.

El 8 de septiembre, González salió de Venezuela para buscar asilo en España. A su llegada a Madrid, declaró a los medios de comunicación que su exilio estuvo rodeado de presiones, coacciones y amenazas y afirmó que seguiría luchando desde el exilio. Tras su partida, Machado afirmó que la lucha por la libertad no terminará con la partida de González y aseguró que se quedaría en Venezuela para luchar con el pueblo.

#### 10 de septiembre
Machado llamó a la diáspora venezolana en España a movilizarse el 10 de septiembre frente al Palacio de las Cortes de Madrid para exigir el reconocimiento de González como presidente electo de Venezuela, en coordinación con el esperado debate del Congreso de los Diputados español sobre el reconocimiento de la victoria electoral de González. Antonio Ledezma y Leopoldo López estuvieron entre los cientos de personas que asistieron a la manifestación en Madrid, donde Carolina González Urrutia leyó una carta de su padre en la que pedía a la comunidad internacional que continuara sus esfuerzos en Venezuela y juraba que no defraudaría a los venezolanos. El Congreso español, sin el apoyo de Pedro Sánchez, votó al día siguiente para reconocer a González como el legítimo presidente electo de Venezuela.

#### 11 de septiembre
PROVEA, una ONG venezolana de derechos humanos, convocó a una concentración el 11 de septiembre que comenzó en la Plaza Bolívar en Chacao, Miranda, y terminó en la embajada brasileña en La Castellana para exigir el fin de la represión y presionar al gobierno brasileño para que interceda por la liberación de 2.500 presos políticos.

#### 28 de septiembre
Se convoco otra movilización para el 28 de septiembre en conmemoración del segundo mes posterior a las elecciones del 28 de julio.
María Corina anunció una nueva modalidad de protesta ciudadana apodada ''la estrategia del enjambre'', «El enjambre es una organización móvil, ágil, súper dinámica, sin principio ni fin. Líquida y adaptable, que aparece y desaparece, que actúa de forma descentralizada y se coordina a través de las redes sociales. Trabajamos muy coordinados, descentralizados y con astucia», explica María Corina Machado en su video. Se origina como una forma de evitar en lo máximo posible la represión y la detenciones contra los manifestantes.
Los pasos a seguir del enjambre son: 
- Convocar a 40 o más personas.
- Concentrarse con ellos a las 12 del mediodía en un lugar lo más seguro posible.
- Leer los resultados del 28 de julio de su centro de votación, pueblo, estado y del país.
- Poner el mensaje de María Corina Machado para que todo el mundo lo escuche.
- Tomar fotos y videos de la reunión con el grupo y subirla a las redes sociales usando las etiquetas #YoMeSumo y #VzlaLibre.
- Cantar el himno nacional.

En distintos estados del país, hicieron concentraciones puntuales, en donde los manifestantes usaron pancartas, banderas, gorras tricolor y se cubrieron los rostros con tapabocas o pañuelos para evitar ser identificados por las autoridades represoras, durante las concentraciones se llevaron actas y se leyó los resultados y el número de votos que obtuvo tanto Edmundo González Urrutia y Nicolás Maduro en la localización en donde se llevó a cabo la protesta, estas tuvieron una duración fugaz para evitar las respuesta de los entes gubernamentales.
La diáspora venezolana también se movilizó en varias ciudades alrededor del mundo, en Madrid, la comunidad venezolana se reunió en el centro de Madrid y contó con la participación del líder opositor Edmundo González, en donde se subió a un escenario y mostró una bandera de 7 estrellas. No ofreció declaraciones importantes durante la manifestación en Madrid pero escribió en X: “El pasado #28J el pueblo venezolano emitió un mandato soberano, claro e inapelable, a favor del cambio, la paz, la libertad y la democracia. Un mandato que debe ser reconocido. Hermanos venezolanos, el mundo entero está con nosotros. Sigamos adelante, con el favor de Dios''. También hubo manifestaciones en ciudades como Tokio, Ciudad de México, Buenos Aires, Londres, Ottawa y en más localizaciones.

### Diciembre

#### 1 de diciembre
La oposición venezolana ha convocado a una nueva protesta social dentro y fuera de Venezuela para el día 1 de diciembre.

## Continuación
El 5 de enero de 2025, María Corina Machado y Edmundo González anunciaron en la plataforma X una convocatoria para una movilización nacional e internacional programada para el 9 de enero de 2025. El Comando con Venezuela instauró el lema "Gloria al Bravo Pueblo" y utilizó los hashtags #CaminoALaLibertad y #HastaElFinal. El 7 de enero, en una rueda de prensa oficial de Vente Venezuela, Machado confirmó que las concentraciones iniciarán a las 10:00 am a nivel nacional. Desde el Comando, la convocatoria incluyó puntos de concentración en todas las entidades federales de Venezuela y también a nivel internacional.

## Respuesta del gobierno

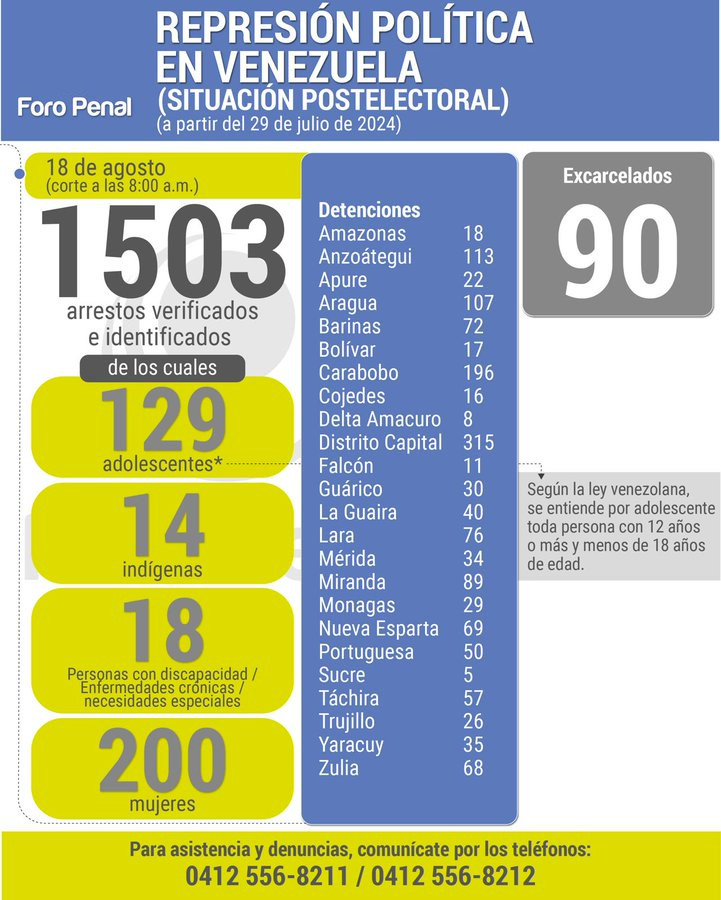
Balance de la ONG Foro Penal de la represión postelectoral verificada para las 8:00 a.m. del 18 de agosto.

El gobierno y entidades aliadas respondieron con una fuerte represión que ha causado la muerte de algunos jóvenes y un menor de edad, durante los primeros días que ha repercutido a nivel internacional. El fiscal informó que se han presentado 25 fallecidos, la mayoría causado por tiros en el pecho o por la espalda; dos son funcionarios de la Guardia Nacional Bolivariana, expuesto en un informe presentado el 12 de agosto durante una reunión del Consejo de Defensa. Tarek William Saab, fiscal general, ha dicho que los muertos y heridos no son víctimas, sino actores. «Caen en el piso, le echan salsa de tomate a la persona en el suelo», dijo en una reciente rueda de prensa. Es poco probable que el fiscal responsabilice a alguien por las muertes durante las manifestaciones. El responsable indirecto es el rector del CNE que anunció un triunfo sin tener cómo demostrar los resultados al país, al cabo de 20 días de realizada las elecciones.
Maduro acusó a la oposición de promover un golpe de Estado. Al menos dos mil personas habían sido detenidas hasta el 7 de agosto; Clara del Campo, de Amnistía Internacional, afirmó que esa cifra incluía a más de cien adolescentes. Antes de la Gran Protesta Mundial por la Verdad del 17 de agosto, Maduro pidió al "Estado que use 'puño de hierro' [y] pidió una 'justicia severa' por la violencia que atribuye a la oposición".

### Operación Tun Tun
En una ofensiva de las fuerzas de seguridad de Maduro tras las elecciones, la Operación Tun Tun es la estrategia que mencionó Maduro; BBC News afirmó que "los grupos de derechos humanos dicen que consiste en que las autoridades van puerta por puerta para detener a quienes tienen vínculos con las protestas o la oposición". La agencia de contrainteligencia de Venezuela (DGCIM), utilizó sus cuentas de redes sociales para advertir que la Operación Tun Tun apenas estaba comenzando y estableció una línea telefónica para recopilar informes sobre los manifestantes, a quienes los funcionarios de Maduro se refieren como guarimberos, golpistas, terroristas o traidores.
Un trabajador de campaña de la oposición dijo a The Washington Post que "las fuerzas de seguridad y los motociclistas partidarios de Maduro, conocidos como colectivos, parecen estar apuntando a áreas de bajos ingresos que anteriormente han sido bastiones de apoyo al gobierno". Grupos de derechos humanos y familiares de los detenidos dijeron que generalmente se les acusa de terrorismo, no se les permite una defensa privada y se desconoce el paradero de muchos. Policías de la Brigada Contra el Terrorismo y la Subversión del gobierno registran viviendas en busca de manifestantes.

### Presencia de soldados cubanos y rusos
Según el Miami Herald, "activistas han denunciado que varios de los agentes que participan en la represión a opositores y manifestantes tienen acento cubano", ya que "al menos cuatro vuelos de pasajeros" han llegado desde Cuba, según medios locales.
El 31 de julio de 2024, un militar ruso con el parche del Grupo Wagner fue captado en la Isla de Margarita, con el motivo de custodiar junto a la Milicia Bolivariana una de las estatuas del expresidente Hugo Chávez para evitar que fuera derribada por los manifestantes en el contexto de las protestas postelectorales en el país.

### Fallecidos
Después de las elecciones presidenciales de Venezuela de 2024, se produjeron al menos 23 asesinatos entre el 28 de julio y el 4 de agosto, la mayoría ocurridas el 29 de julio. De acuerdo con el Monitor de Víctimas de Runrunes, al menos 6 de dichos asesinatos fueron cometidos por colectivos progubernamentales, 8 por militares y 2 por la policía. Uno de los asesinatos tuvo responsabilidad mixta, entre los colectivos y la policía, mientras que la responsabilidad de los 6 asesinatos restantes todavía quedaba por ser determinada.

## Externos enlaces
- Hacha y Machete (8 de enero de 2025). «De Macedonia, con Amor». YouTube.
- Suarez, Mariela (5 de noviembre de 2024). «REPORTE SOBRE LA REPRESIÓN EN VENEZUELA. JULIO, AGOSTO, Y SEPTIEMBRE 2024. SITUACION PRE Y POSTELECTORAL». Foro Penal.

- Datos: Q128036869
- Multimedia: Demonstrations and protests in Venezuela in 2024 / Q128036869